# Renaud Ecalle
Pas d'image ? Cliquez ici
Renaud Ecalle est un pilote de chasse français et un participant à des compétitions internationales de voltige aérienne, né le 30 décembre 1980 à Charenton-le-Pont (Val-de-Marne) et mort accidentellement le 3 octobre 2010 à Lauroux (Hérault).
Au moment de sa mort, il est le leader de l'équipe de voltige de l'Armée de l'air française.

## Biographie
Pilote de chasse depuis 2003 au régiment de chasse 2/30 Normandie-Niemen, le capitaine Ecalle est champion du monde de voltige 2009, et champion d'Europe 2010, sur Extra 330 SC. Les spécialistes de la discipline le surnomment « l’extra-terrestre ». En 2010, Renaud Ecalle avait pour projet de démocratiser la voltige dans le milieu professionnel et associatif afin de permettre à tous d'évoluer vers cette discipline d'exception. 
Renaud Ecalle meurt avec sa famille (sa femme et leurs deux enfants nés en 2007 et 2009) le 3 octobre 2010, dans les environs de Lodève (Hérault), lors de l'accident avec un appareil Jodel DR-1050 durant un vol privé au retour d'un meeting aérien.

## Titres et résultats en compétition

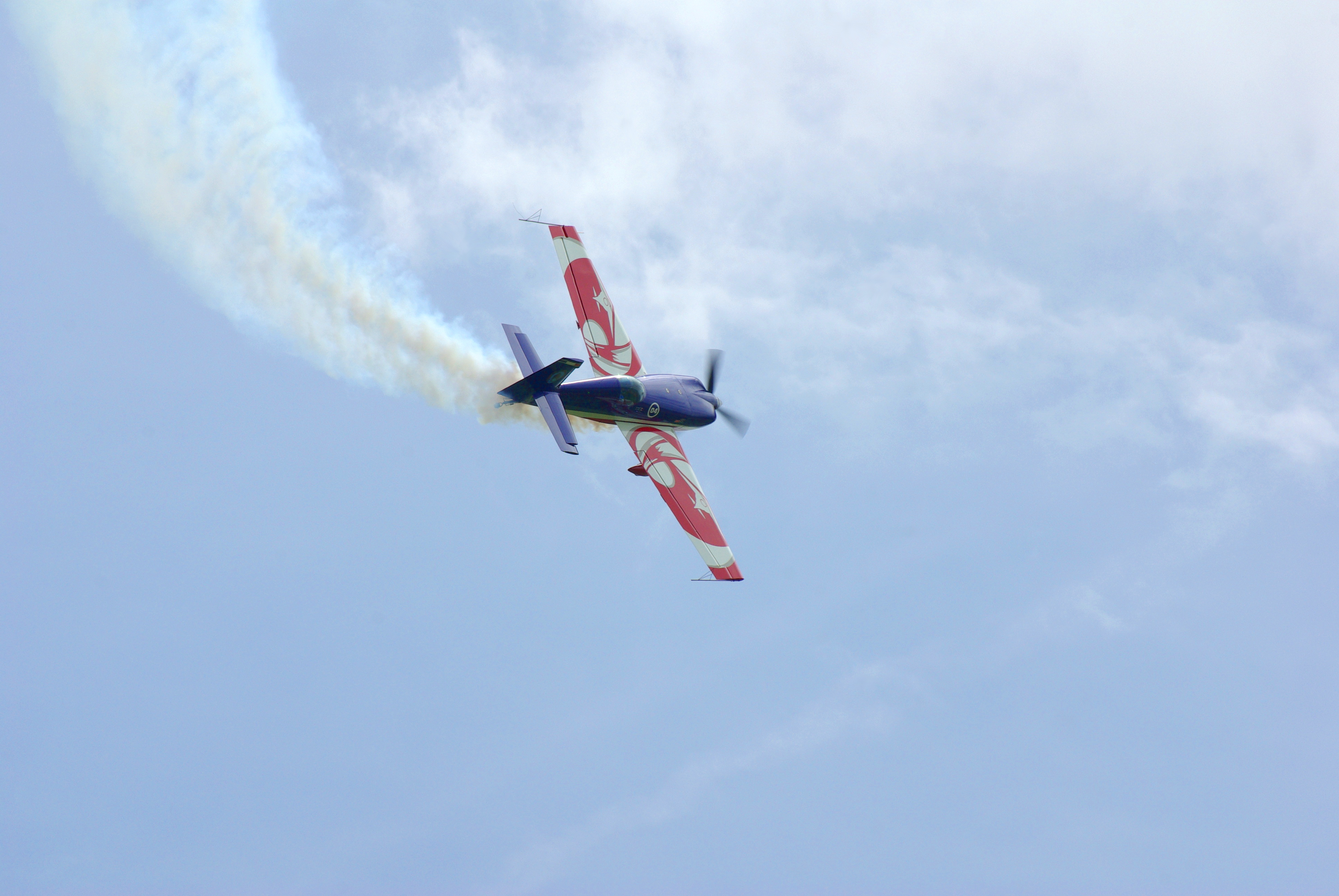
Renaud Ecalle en démonstration au meeting AirExpo 2010.

- 1996 : 2e à la Coupe Espoir (Amiens).
- 1997 : 1er à la Coupe Desavois (Vichy)
- 1997 : Vice-champion de France biplace à Pontivy. Premier à la Super Coupe de France à Châteauroux.
- 1998 : premier à la coupe Marcel Doret (Marmande).
- 1999 : Vice-champion de France Monoplace à Pau. Entre dans l’Armée de l’Air.
- 2003 : Champion de France monoplace.
- 2005 : 3e aux Championnats du monde à Burgos (Espagne), vice-champion du monde de libre intégral.
- 2006 : vice-champion d'Europe à Granges (Suisse).
- 2007 : vice-champion du monde (champion du monde par équipe) à Grenade (Espagne). Champion de France à Ussel.
- 2008 : intègre l'Équipe de voltige de l'Armée de l'air. 2e aux championnats d'Europe à Hradek Kralové (République tchèque) sur Extra 330 SC fédéral, 1er au Freestyle[2].
- 2009 : médaille d'or aux World Air Games de Turin, champion de France Elite à Ambérieu, vainqueur de la Coupe de France de Châteauroux, médaillé d'or aux championnats du monde de Silverstone (Royaume-Uni) et vainqueur du Freestyle.
- 2010 : champion de France Elite à Saint-Yan, champion d'Europe à Toužim en République tchèque.